# M1909/37 122mm榴弾砲
M1909/37 122mm榴弾砲（ロシア語: 122-мм гаубица образца 1909/37 годов）とは、第一次世界大戦前に設計されたM1909 122mm榴弾砲をソビエト連邦が改良した榴弾砲である。

## 開発
M1909 122mm榴弾砲はドイツ帝国のクルップ社が設計した火砲であり、1900年代後半期のロシア帝国軍においては露仏同盟の関係上フランスのシュナイダー社が設計した火砲が主流であったことを考えると、極めて興味深く珍しい存在である。
このためシュナイダー社が設計した同時代のロシア帝国の火砲にはない特徴が多い。尾栓は水平鎖栓式、駐退復座機はばね復座方式であるなど、大日本帝国陸軍の三八式野砲やイギリスのQF 4.5インチ榴弾砲と同一の特徴を備えている。また、仰俯角調整ハンドルと水平射角調整ハンドルが砲の左側に存在するため、照準手一人で照準調整が可能なのも大きな特徴であった。
M1909榴弾砲は同じ122mm砲弾を使用するシュナイダー社製M1910榴弾砲と共に第一次世界大戦やロシア革命後のロシア内戦、ポーランド・ソビエト戦争などを戦い抜いてきたが、その後の各国の火砲の発達に取り残されていった。
1920年代末に赤軍は第一次世界大戦時代の火砲の近代化改修を推し進めるようになり、1937年にはM1909榴弾砲も薬室の延長と砲架の強化、新型照準器の搭載などの近代化改修を受けるようになり、その近代化改修を受けた砲は新たにM1909/37 122mm榴弾砲の制式名を与えられた。

## 概要

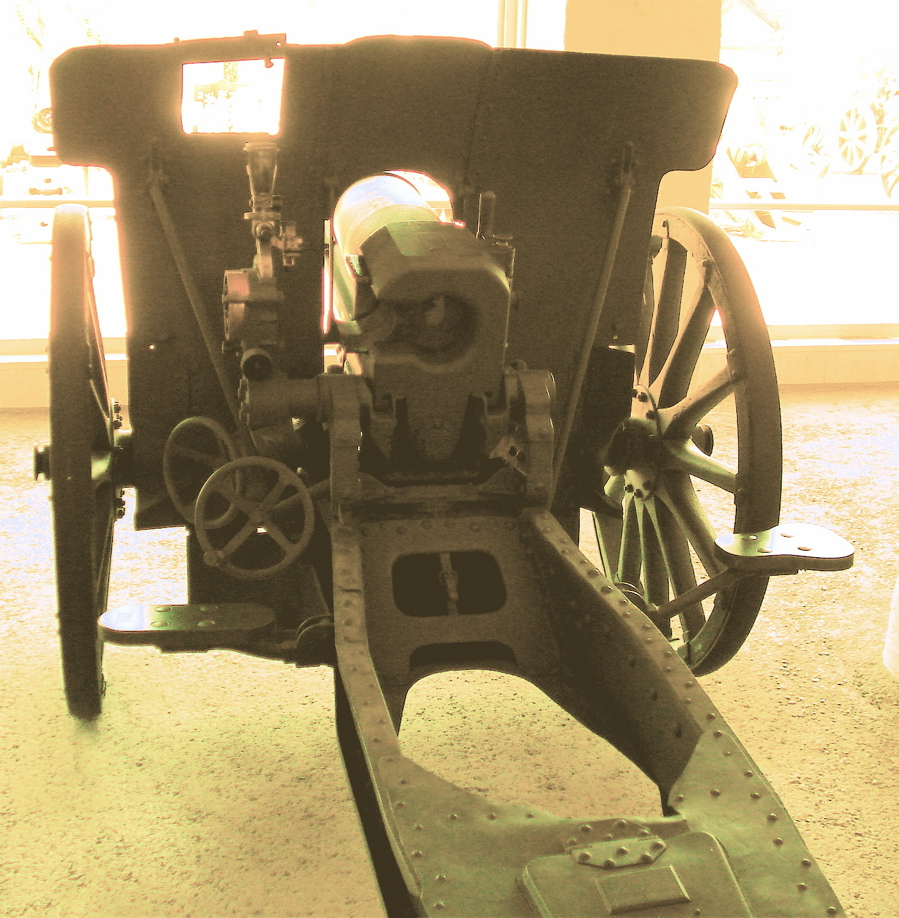
M1909/37の後部。

M1909/37榴弾砲には上記の改修に加え、最大仰角を20°から43°にまで向上可能なように設計され、薬室と薬莢の延長により6個の火薬袋を薬莢に詰めることが可能となり、初速と最大射程の向上をもたらした。しかしM1910/30よりも連射速度が低いのが欠点である。
第一次世界大戦中の物を改良した火砲のほぼすべてに言えることであるが、脚が単脚式であるため水平射角が狭く、車輪は木製か金属製のそれにゴムを張っただけのものであり車軸にサスペンションも無いため、自動車による高速牽引が不可能であり軍隊の機械化に伴う移動速度の向上に対応できない砲であることはどうにもならなかった。

## 運用
M1909/37は1936年10月1日から920門がM1909から改修されて製造され、師団の砲兵部隊に配属された。1939年の冬戦争と1941年からの大祖国戦争に投入されたが、かなりの数が枢軸国軍に破壊ないし鹵獲され、戦争中盤にはほとんど赤軍の手元には残っておらず、損耗は全て新型のM-30 122mm榴弾砲で補われた。
フィンランド軍は鹵獲した砲を122 H/09-30としてソ連軍との戦いで使用し、自らもロシア帝国からの独立時に接収し保有していたM1909に同様の改修を行い、こちらは122 H/09-40の制式名を与えられた。
ドイツ軍も1941年から翌42年にかけて多数を鹵獲し、12,2 cm le.F.H.386(r).（ロシア製386型 12.2cm軽榴弾砲）として運用した。